# Leptataspis walkeri
Leptataspis walkeri är en insektsart som beskrevs av Metcalf 1961. Leptataspis walkeri ingår i släktet Leptataspis och familjen spottstritar. Inga underarter finns listade i Catalogue of Life.